# Tour des Îles Féroé
Le Tour des Îles Féroé (en féroïen : Kring Føroyar) est une course cycliste disputée sur les Îles Féroé. Elle se déroule généralement au mois de juillet avant l'Ólavsøka, la fête nationale des Îles Féroé.

## Présentation
La compétition est composée d'une épreuve masculine, féminine et junior. Elle se tient sur un prologue et quatre ou cinq étapes. Bien que déjà disputée en 1996, la première édition officielle de la course est celle de 1997. 
Torkil Veyhe y détient le record de victoires, avec six succès obtenus entre 2009 et 2017.

## Palmarès

### Hommes
| Année | Vainqueur               | Deuxième             | Troisième             |
| ----- | ----------------------- | -------------------- | --------------------- |
| 1997  | Bogi Kristiansen        | Rógvi Johansen       | Gunnar Dahl-Olsen     |
| 1998  | Bogi Kristiansen        | Gunnar Dahl-Olsen    | Sverri Mohr Edvinsson |
| 1999  | Rógvi Johansen          | Bogi Kristiansen     | Keld Petersen         |
| 2000  | Rógvi Johansen          | Jørgen Andersen      | Gunnar Dahl-Olsen     |
| 2001  | Bogi Kristiansen        | Anders Michaelsen    | Gunnar Dahl-Olsen     |
| 2002  | Karsten Ellerup         | Anders Rasmussen     | Leon Vibholm          |
| 2003  | Thomas Japp Hansen      | Ivan Kristensen      | Gunnar Dahl-Olsen     |
| 2004  | Niels Jakob Thomsen     | Gunnar Dahl-Olsen    | Niels Bay Petersen    |
| 2005  | Hafsteinn Ægir Geirsson | Gunnar Dahl-Olsen    | Bogi Kristiansen      |
| 2006  | Hafsteinn Ægir Geirsson | Gunnar Dahl-Olsen    | Kári Brynjólfsson     |
| 2007  | Hafsteinn Ægir Geirsson | Torkil Veyhe         | Davíð Þór Sigurðsson  |
| 2008  | Hafsteinn Ægir Geirsson | Torkil Veyhe         | Guðmundur Joensen     |
| 2009  | Torkil Veyhe            | Guðmundur Joensen    | Árni Már Jónsson      |
| 2010  | Torkil Veyhe            | Kristian Gosvig      | Guðmundur Joensen     |
| 2011  | Kristian Gosvig         | Guðmundur Joensen    | Gunnar Dahl-Olsen     |
| 2012  | Torkil Veyhe            | Guðmundur Joensen    | Gunnar Dahl-Olsen     |
| 2013  | annulé                  | annulé               | annulé                |
| 2014  | Torkil Veyhe            | Helgi Winther Olsen  | Bjarke Vodder Nielsen |
| 2015  | Torkil Veyhe            | Guðmundur Joensen    | Bjarke Vodder Nielsen |
| 2016  | annulé                  | annulé               | annulé                |
| 2017  | Torkil Veyhe            | Jan Hjaltalin Olsen  | Andrew MacLeod        |
| 2018  | Helgi Winther Olsen     | Dávur Magnussen      | Gunnar Dahl-Olsen     |
| 2019  | annulé                  | annulé               | annulé                |
| 2020  | Helgi Winther Olsen     | Jákup Petur Eliassen | Hilmar Hansen         |
| 2021  | Helgi Winther Olsen     | Jákup Petur Eliassen | Hilmar Hansen         |
| 2022  | Jákup Petur Eliassen    | Hilmar Hansen        | Gunnar Dahl-Olsen     |